# Diecézní muzeum v Českých Budějovicích
Diecézní muzeum v Českých Budějovicích založil roku 1892 kanovník Mons. Adolf Rodler, kapitulní děkan v Českých Budějovicích, který shromažďoval záchranné svozy z kostelů a kaplí nejprve ve svém bytě. Roku 1895 byl zřízen muzejní spolek, jehož protektorem se stal českobudějovický biskup Martin Josef Říha. Roku 1904 byla otevřena expozice v budově Jirsíkova gymnázia ve Skuherského ulici. Roku 1927 došlo na základě dohody k přenesení sbírek do Městského musea v Českých Budějovicích, které mělo lepší podmínky pro jejich vystavení a ošetřování. Církevní vlastnictví bylo uznáváno ještě v 50. letech 20. století, o čemž svědčí korespondence z této doby.

## Sbírky
Inventář sbírek diecézního muzea obsahuje přes 2.000 položek a je uložen jednak v Jihočeském muzeu v Českých Budějovicích a jednak na Biskupství českobudějovickém.
Nejkvalitnější umělecké předměty, z větší části gotické sochy, dnes uchovává Alšova jihočeská galerie v Hluboké nad Vltavou.
Ke vzácných exponátům mimo jiné patří:
- Adorace českobudějovická, gotická desková malba
- deskový obraz Madony z Kamenného Újezda[1]
- socha Madony ze Suchdolu
- socha sv. Maří Magdalény z Čakova
- reliéf Ukládání do hrobu z Ledenic
- gotická archa z kostela v Blansku u Kaplice aj.
- gotická socha sv. Maří Magdalény z Malého Boru
- graduál z Týna nad Vltavou aj.